# Lumbrineris scopa
Lumbrineris scopa é uma espécie de anelídeo pertencente à família Lumbrineridae.
A autoridade científica da espécie é Fauchald, tendo sido descrita no ano de 1974.
Trata-se de uma espécie presente no território português, incluindo a sua zona económica exclusiva.